# Ummagumma
Ummagumma — четвёртый  альбом британской рок-группы Pink Floyd, выпущенный 7 ноября 1969 года лейблом Harvest Records. Это двойной альбом, содержащий концертные и студийные треки.

## Об альбоме

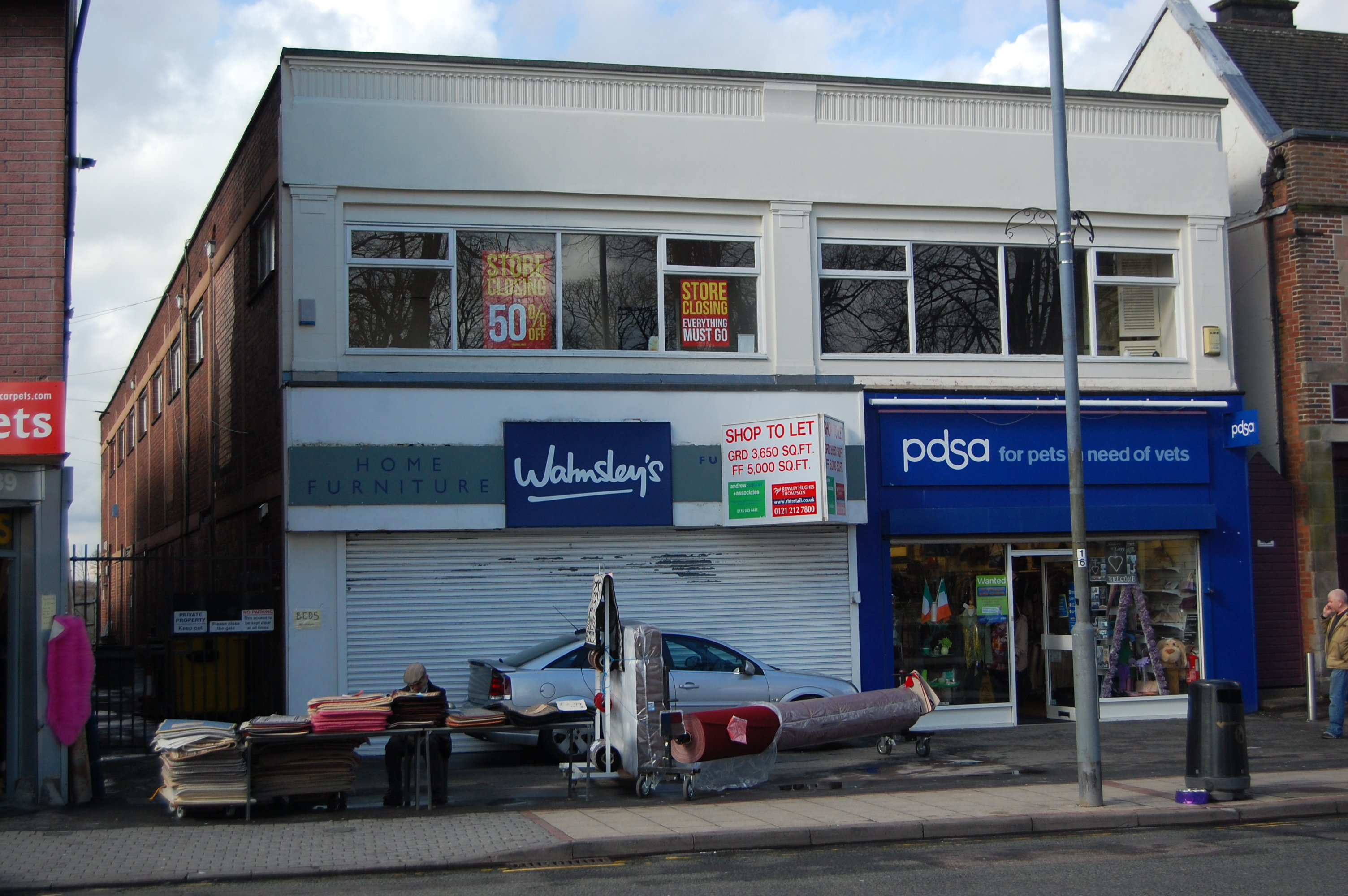
Здание клуба Mothers, в Бирмингеме, где проходила часть записей

Предположительно, слово «ummagumma» на сленге студентов Кембриджа означает «занятие сексом». После выхода альбома участники группы говорили, что название альбома ровным счётом ничего не означает, а просто интересно звучит.
Первая пластинка содержит концертные записи группы в Бирмингеме и Манчестере, сделанные весной 1969 года. Вторая пластинка состоит из оригинальных студийных записей, сделанных в студии Abbey Road Studios. Вторая пластинка состоит из четырёх частей, автором каждой из которых является один из участников группы.
Дизайном обложки альбома занималась студия Hipgnosis Сторма Торгесона. Она содержит несколько фотографий группы, расположенных таким образом, что создаётся эффект Дросте.
Альбом Ummagumma достиг пятого места в хит-парадах в Великобритании и 74-го места в США.
В 1987 году он был переиздан на двух компакт-дисках.
В новом цифровом мастеринге альбом был выпущен в 1994 году в Европе и в 1995 году в США. Ни в одно из переизданий на компакт-дисках не была включена фотография Джудит Трим, первой жены Уотерса, которую можно было увидеть на внутреннем конверте оригинального издания на пластинке.
В 2015 году в честь альбома был назван новый вид стрекоз-красоток Umma gumma.

## Список композиций

### Первое издание на виниле
Первая запись — Концертный альбом
| №                   | Название                                                                       | Автор(ы)                         | Основной вокал                                                    | Длительность |
| ------------------- | ------------------------------------------------------------------------------ | -------------------------------- | ----------------------------------------------------------------- | ------------ |
| 1.                  | «Astronomy Domine» (с англ. — «Астрономия Господня»)                           | Сид Баррет                       | Дэвид Гилмор, Роджер Уотерс, Ричард Райт                          | 8:32         |
| 2.                  | «Careful with That Axe, Eugene» (с англ. — «Осторожнее с Этим Топором, Юджин») | Уотерс, Райт, Ник Мейсон, Гилмор | Уотерс (произнесенная шёпотом фраза, крик) и Гилмор (пение ската) | 8:49         |
| Общая длительность: | Общая длительность:                                                            | Общая длительность:              | Общая длительность:                                               | 17:21        |

| №                   | Название                                                                                | Автор(ы)                     | Основной вокал                           | Длительность |
| ------------------- | --------------------------------------------------------------------------------------- | ---------------------------- | ---------------------------------------- | ------------ |
| 3.                  | «Set the Controls for the Heart of the Sun» (с англ. — «Установи Курс на Центр Солнца») | Уотерс                       | Уотерс                                   | 9:27         |
| 4.                  | «A Saucerful of Secrets» (с англ. — «Блюдце, Полное Тайн»)                              | Уотерс, Райт, Мейсон, Гилмор | инструментал, бессловесный вокал Гилмора | 12:48        |
| Общая длительность: | Общая длительность:                                                                     | Общая длительность:          | Общая длительность:                      | 22:15        |

Вторая запись — Студийный альбом
| №                   | Название | Автор(ы)            | Основной вокал       | Длительность |
| ------------------- | --- | ------------------- | -------------------- | ------------ |
| 1.                  | «Sysyphus — (Parts 1–4)» (с англ. — «Сизиф — (Части 1-4») | Райт                | инструментал         | 13:28        |
| 2.                  | «Grantchester Meadows» (с англ. — «Гранчестерские Луга») | Уотерс              | Уотерс               | 7:26         |
| 3.                  | «Several Species of Small Furry Animals Gathered Together in a Cave and Grooving with a Pict» (с англ. — «Несколько Видов Маленьких Пушистых Зверьков Собрались Вместе в Пещере и Балдеют вместе с Пиктом») | Уотерс              | Уотерс (вокализации) | 4:59         |
| Общая длительность: | Общая длительность: | Общая длительность: | Общая длительность:  | 25:53        |

| №                   | Название | Автор(ы)            | Основной вокал      | Длительность |
| ------------------- | --- | ------------------- | ------------------- | ------------ |
| 4.                  | «The Narrow Way – (Parts 1–3)» (с англ. — «Узкая Дорожка — (Части 1-3)»)                                         | Гилмор              | Гилмор              | 12:17        |
| 5.                  | «The Grand Vizier’s Garden Party (Entrance, Entertainment, Exit)» (с англ. — «Вечеринка в Саду Великого Визиря») | Мейсон              | инструментал        | 8:46         |
| Общая длительность: | Общая длительность:                                                                                              | Общая длительность: | Общая длительность: | 21:03        |

### Издание на CD
| №                   | Название                                                                                | Автор(ы)                     | Основной вокал                                                    | Длительность |
| ------------------- | --------------------------------------------------------------------------------------- | ---------------------------- | ----------------------------------------------------------------- | ------------ |
| 1.                  | «Astronomy Domine» (с англ. — «Астрономия Господня»)                                    | Баррет                       | Гилмор, Уотерс, Райт                                              | 8:29         |
| 2.                  | «Careful with That Axe, Eugene» (с англ. — «Осторожнее с Этим Топором, Юджин»)          | Уотерс, Райт, Мейсон, Гилмор | Уотерс (произнесенная шёпотом фраза, крик) и Гилмор (пение ската) | 8:50         |
| 3.                  | «Set the Controls for the Heart of the Sun» (с англ. — «Установи Курс на Центр Солнца») | Уотерс                       | Уотерс                                                            | 9:26         |
| 4.                  | «A Saucerful of Secrets» (с англ. — «Блюдце, Полное Тайн»)                              | Уотерс, Райт, Мейсон, Гилмор | инструментал, бессловесный вокал Гилмора                          | 12:48        |
| Общая длительность: | Общая длительность:                                                                     | Общая длительность:          | Общая длительность:                                               | 39:33        |

| №                   | Название | Автор(ы)            | Основной вокал       | Длительность |
| ------------------- | --- | ------------------- | -------------------- | ------------ |
| 1.                  | «Sysyphus (Part 1)» (с англ. — «Сизиф (Часть 1)») | Райт                | инструментал         | 1:08         |
| 2.                  | «Sysyphus (Part 2)» (с англ. — «Сизиф (Часть 2)») | Райт                | инструментал         | 3:30         |
| 3.                  | «Sysyphus (Part 3)» (с англ. — «Сизиф (Часть 3)») | Райт                | инструментал         | 1:49         |
| 4.                  | «Sysyphus (Part 4)» (с англ. — «Сизиф (Часть 4)» ) | Райт                | инструментал         | 6:59         |
| 5.                  | «Grantchester Meadows» (с англ. — «Гранчестерские Луга») | Уотерс              | Уотерс               | 7:19         |
| 6.                  | «Several Species of Small Furry Animals Gathered Together in a Cave and Grooving with a Pict» (с англ. — «Несколько Видов Маленьких Пушистых Зверьков Собрались Вместе в Пещере и Балдеют вместе с Пиктом») | Уотерс              | Уотерс (вокализации) | 5:01         |
| 7.                  | «The Narrow Way (Part 1)» (с англ. — «Узкая Дорожка (Часть 1)») | Гилмор              | инструментал         | 3:25         |
| 8.                  | «The Narrow Way (Part 2)» (с англ. — «Узкая Дорожка (Часть 2)») | Гилмор              | инструментал         | 2:54         |
| 9.                  | «The Narrow Way (Part 3)» (с англ. — «Узкая Дорожка (Часть 3)») | Гилмор              | Гилмор               | 5:51         |
| 10.                 | «The Grand Vizier's Garden Party (Part 1: Entrance)» (с англ. — «Вечеринка в Саду Великого Визиря (Часть 1: Вход)»)                                                                                         | Мейсон              | инструментал         | 1:00         |
| 11.                 | «The Grand Vizier's Garden Party (Part 2: Entertainment)» (с англ. — «Вечеринка в Саду Великого Визиря (Часть 2: Развлечение)»)                                                                             | Мейсон              | инструментал         | 7:06         |
| 12.                 | «The Grand Vizier's Garden Party (Part 3: Exit)» (с англ. — «Вечеринка в Саду Великого Визиря (Часть 3: Выход)»)                                                                                            | Мейсон              | инструментал         | 0:38         |
| Общая длительность: | Общая длительность: | Общая длительность: | Общая длительность:  | 46:40        |

## Участники записи
- Роджер Уотерс — бас-гитара, вокал, гитара на «Grantchester Meadows»
- Дэвид Гилмор — гитара, вокал, все инструменты в композиции «The Narrow Way» (гитара, клавишные, ударные, бас-гитара и вокал)
- Ричард Райт — клавишные, вокал, все инструменты в композиции «Sysyphus» (клавишные, ударные, гитара и вокал)
- Ник Мейсон — ударные, перкуссия, все инструменты в композиции «Grand Viziers…» (кроме флейты)
- Линди Мейсон (Lindy Mason, позже — жена Ника Мейсона, не внесена в список участников записи) — флейта на «The Grand Vizier’s Garden Party (1,3)»

## Хит-парады
| US Chart | UK Chart |
| -------- | -------- |
| #74      | #5       |